# Atletiek op de Paralympische Zomerspelen 2024 - 100 m mannen T63
De 100 meter voor mannen klasse T63 op de Paralympische Zomerspelen 2024 vond plaats van op 1 september (series) en 2 september (finale) in het Stade de France. Deze klasse is voor atletes atleten met een prothese vanwege een beenamputatie of een beenlengteverschil. Dit is een gecombineerde klasse met T42. De winnaar van 2020 was Anton Prokhorov. Hij werd opgevolgd door Ezra Frech uit de Verenigde Staten, de Deen Daniel Wagner behaalde het zilver en de Braziliaan Vinícius Gonçalves Rodrigues won de bronzen medaille.

## Records
Voorafgaand aan het toernooi waren dit de wereldrecords en Paralympische records.
| Wereldrecord        | T42 | Russische ploeg Anton Prokhorov       | 12.04 | Tokio     | 30 augustus 2021 |
| Paralympisch record | T42 | Russische ploeg Anton Prokhorov       | 12.04 | Tokio     | 30 augustus 2021 |
|                     |     |                                       |       |           |                  |
| Wereldrecord        | T63 | Brazilië Vinícius Gonçalves Rodrigues | 11.95 | São Paulo | 25 april 2019    |
| Paralympisch record | T63 | Brazilië Vinícius Gonçalves Rodrigues | 12.05 | Tokio     | 30 augustus 2021 |

## Series
De eerste drie van beide series kwalificeerden zich direct voor de finale. Van de overgebleven atleten kwalificeerden bovendien de twee snelsten zich voor de finale.

#### Serie 1
| Rang | Baan | Kl. | Naam              | Naam | Tijd  | Bijz. |
| ---- | ---- | --- | ----------------- | ---- | ----- | ----- |
| 1    | 5    | T63 | Puseletso Mabote  | RSA  | 12.05 | Q, PR |
| 2    | 4    | T63 | Joël de Jong      | NED  | 12.09 | Q, SB |
| 3    | 8    | T63 | Ezra Frech        | USA  | 12.14 | Q, SB |
| 4    | 3    | T42 | Partin Muhlisin   | INA  | 12.31 | q     |
| 5    | 6    | T63 | Phalathip Khamta  | THA  | 12.92 |       |
| 6    | 7    | T42 | Anil Yodha Pedige | SRI  | 13.03 |       |

#### Serie 2
| Rang | Baan | Kl. | Naam                         | Naam | Tijd  | Bijz. |
| ---- | ---- | --- | ---------------------------- | ---- | ----- | ----- |
| 1    | 4    | T63 | Léon Schäfer                 | GER  | 12.11 | Q     |
| 2    | 6    | T63 | Daniel Wagner Jørgensen      | DEN  | 12.21 | Q, PB |
| 3    | 7    | T63 | Vinícius Gonçalves Rodrigues | BRA  | 12.24 | Q, SB |
| 4    | 5    | T63 | Desmond Jackson              | USA  | 12.41 | q     |
| 5    | 3    | T63 | Alessandro Ossola            | ITA  | 12.46 |       |

### Finale
| Rang   | Baan | Kl. | Naam                         | Naam | Tijd  | Bijz. |
| ------ | ---- | --- | ---------------------------- | ---- | ----- | ----- |
| Goud   | 8    | T63 | Ezra Frech                   | USA  | 12.06 | PB    |
| Zilver | 4    | T63 | Daniel Wagner Jørgensen      | DEN  | 12.08 | PB    |
| Brons  | 3    | T63 | Vinícius Gonçalves Rodrigues | BRA  | 12.10 | SB    |
| 4      | 6    | T63 | Léon Schäfer                 | GER  | 12.12 |       |
| 5      | 5    | T63 | Puseletso Mabote             | RSA  | 12.16 |       |
| 6      | 7    | T63 | Joël de Jong                 | NED  | 12.20 |       |
| 7      | 2    | T63 | Desmond Jackson              | USA  | 12.49 |       |
| 8      | 9    | T42 | Partin Muhlisin              | INA  | 12.51 |       |